# Survivor (singel Destiny’s Child)
Survivor – singiel amerykańskiego zespołu Destiny’s Child. Utwór „Survivor” pochodzi z albumu Survivor (z 2001 roku.). Twórcami piosenki są Beyoncé Knowles, Anthony Dent oraz Mathew Knowles.

## Informacje
Inspiracją dla Beyoncé do napisania tej piosenki było stwierdzenie pewnego DJ-a, że z Destiny’s Child odeszły trzy członkinie. Teledysk pokazuje dziewczyna jako troje rozbitków na odludnej wyspie. Pokazuje też jak doszło do rozbicia „statku”. „Survivor” stał się singlem rozpoznawczym dla grupy tak samo, jak Say My Name, Jumpin’, Jumpin’ i Independent Women (Part I i Part II).

### Kontrowersje
LaTavia Roberson i LeToya Luckett wniosły pozew przeciwko Knowles, jej ojcu i Rowland. Uważały, że tekst „Survivor” odnosi się do ich odejścia, a ostatni album Destiny’s Child The Writing’s on the Wall osiągnął dziewięć milionów kopii sprzedanych na całym świecie. Miało to miejsce po opuszczeniu zespołu przez dziewczyny. Słowa „You thought I wouldn't sell without you/Sold nine million” uznały za aluzję do nich.

## Pozycje na listach przebojów
| Lista (2001)                          | Najwyższa pozycja |
| ------------------------------------- | ----------------- |
| Argentinian Singles Chart             | 3                 |
| Australian Singles Chart              | 3                 |
| Austrian Singles Chart                | 4                 |
| Belgium Singles Chart                 | 1                 |
| Canadian Singles Chart                | 1                 |
| Dutch Singles Chart                   | 1                 |
| Finnish Singles Chart                 | 1                 |
| French Singles Chart                  | 12                |
| German Media Control Chart            | 5                 |
| Greece Singles Chart                  | 4                 |
| Irish Singles Chart                   | 1                 |
| Israeli Singles Chart                 | 1                 |
| Italian Singles Chart                 | 1                 |
| New Zealand RIANZ Singles Chart       | 1                 |
| Norwegian Singles Chart               | 1                 |
| Swedish Singles Chart                 | 1                 |
| Swiss Singles Chart                   | 1                 |
| UK Singles Chart                      | 1                 |
| U.S. Billboard Hot 100                | 2                 |
| U.S. Billboard ARC Weekly Top 40      | 1                 |
| U.S. Hot R&B/Hip-Hop Singles & Tracks | 5                 |
| U.S. Hot Dance Music/Club Play        | 1                 |

## Oficjalne wersje singla
| - „Survivor” (A cappella) - „Survivor” (Instrumental) - „Survivor” (Azza'z Soul Remix) - „Survivor” (CB2000 Anthem Mix) - „Survivor” (Digital Black-N-Groove Remix) - „Survivor” (Elite Street Pro-Mix) - „Survivor” (Jameson Full Vocal Remix) | - „Survivor” (Maurice’s Soul Mix) - „Survivor” (Nic Mercy's Immortal Mix) - „Survivor” (Remix Extended Version) (feat Da Brat) - „Survivor” (Richard Vission's V-Quest Remix) - „Survivor” (Victor Calderone Mix) - „Survivor” (Victor Calderone Drum Dub Mix) - „Survivor” (Josh Hard Main Remix) |